# هجر امذيبية
هجر امذيبية هي مستوطنة قديمة تعود إلى مملكة حضرموت في مديرية نصاب محافظة شبوة في اليمن. ترتكز النتائج في جزء صغير من المنطقة العامة، حيث حفرت أربعة مدافن فقط.

## الموقع

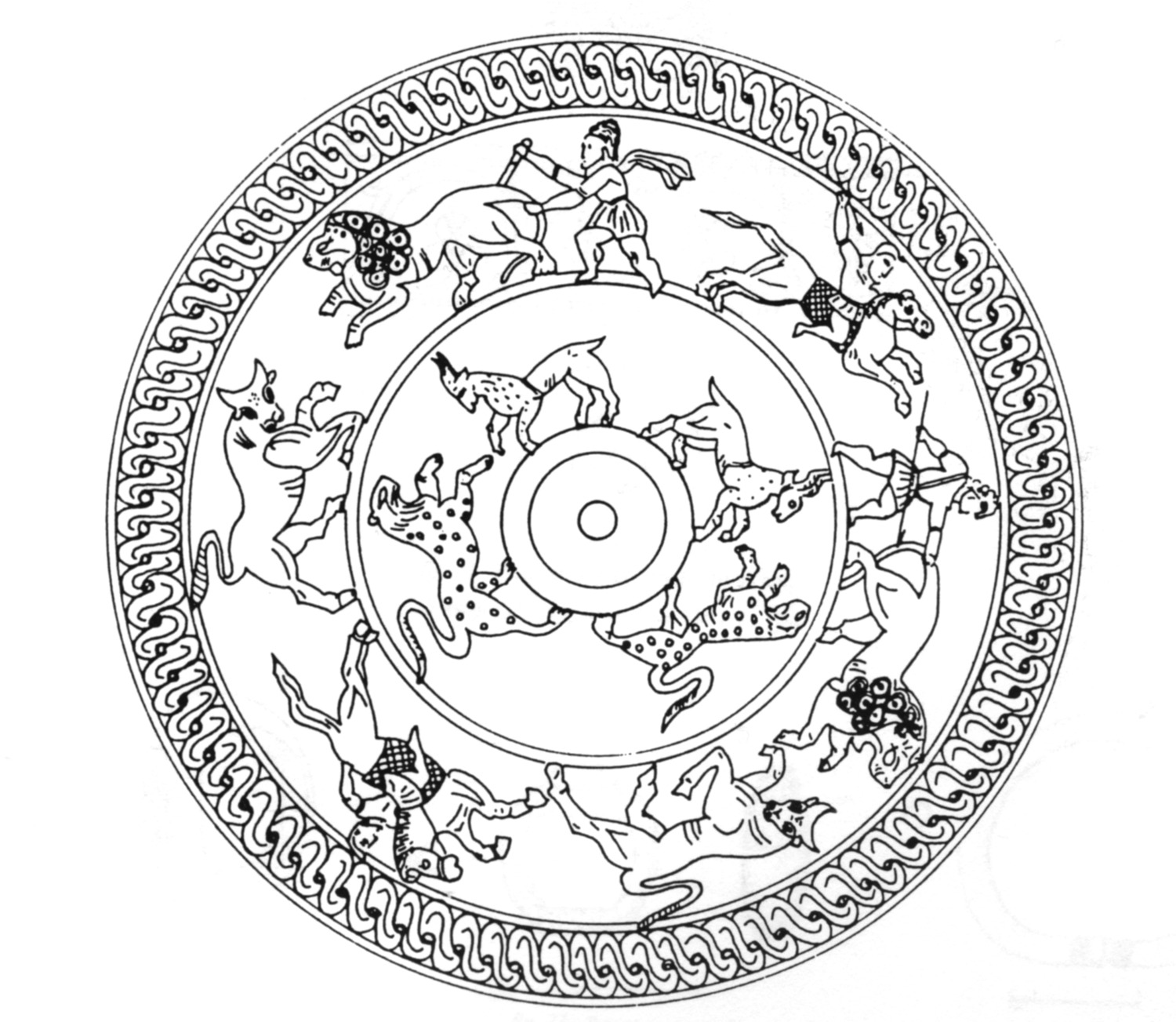
مغرفة فضية وجدت في أحد المدافن

تنقسم المدينة إلى 5 مراحل بناء على التغييرات الرئيسية في بنية الموقع. عادة ما يرجع تاريخ المرحلة الأولية على قمة التل إلى القرون الأولى بعد الميلاد وسيطر عليها مبنى واحد تم تشييده باستخدام تقنية مميزة لجنوب شبه الجزيرة العربية قبل الإسلام. توجد غرفة واحدة فقط في الهيكل مع أرضية محفوظة. يبدو، من الحشوة الموجودة أسفل الأرضية الجصية، أنه في مرحلة ما، تم تجديد المبنى. أنشئ أيضا جلاسيس (بعرض 4-6 أمتار) في الموقع، ولكن ليس من الواضح ما إذا كان يطوق التل بأكمله.
انطلاقا من الطبقات السطحية للمقبرة، يبدو أن المقابر تمتد على مدى عدة قرون. القبور الثلاثة المحفورة مؤرخة تقريبا بين القرن ال1 إلى القرن ال4 الميلادي. وتظهر القطع الأثرية التي عثر عليها هناك تأثيرا فنيا رومانيا يمكن اكتشافه.
تم التنقيب عن أربعة مدافن في مقبرة الموقع، فقط قبر 3 كانت سليمة، وأسفرت عن قدر كبير من الممتلكات الجنائزية. الذي يبدو أنه ينتمي إما إلى فرد من الطبقة العليا، أو بالأحرى جندي كما يوحي وجود الأسلحة.

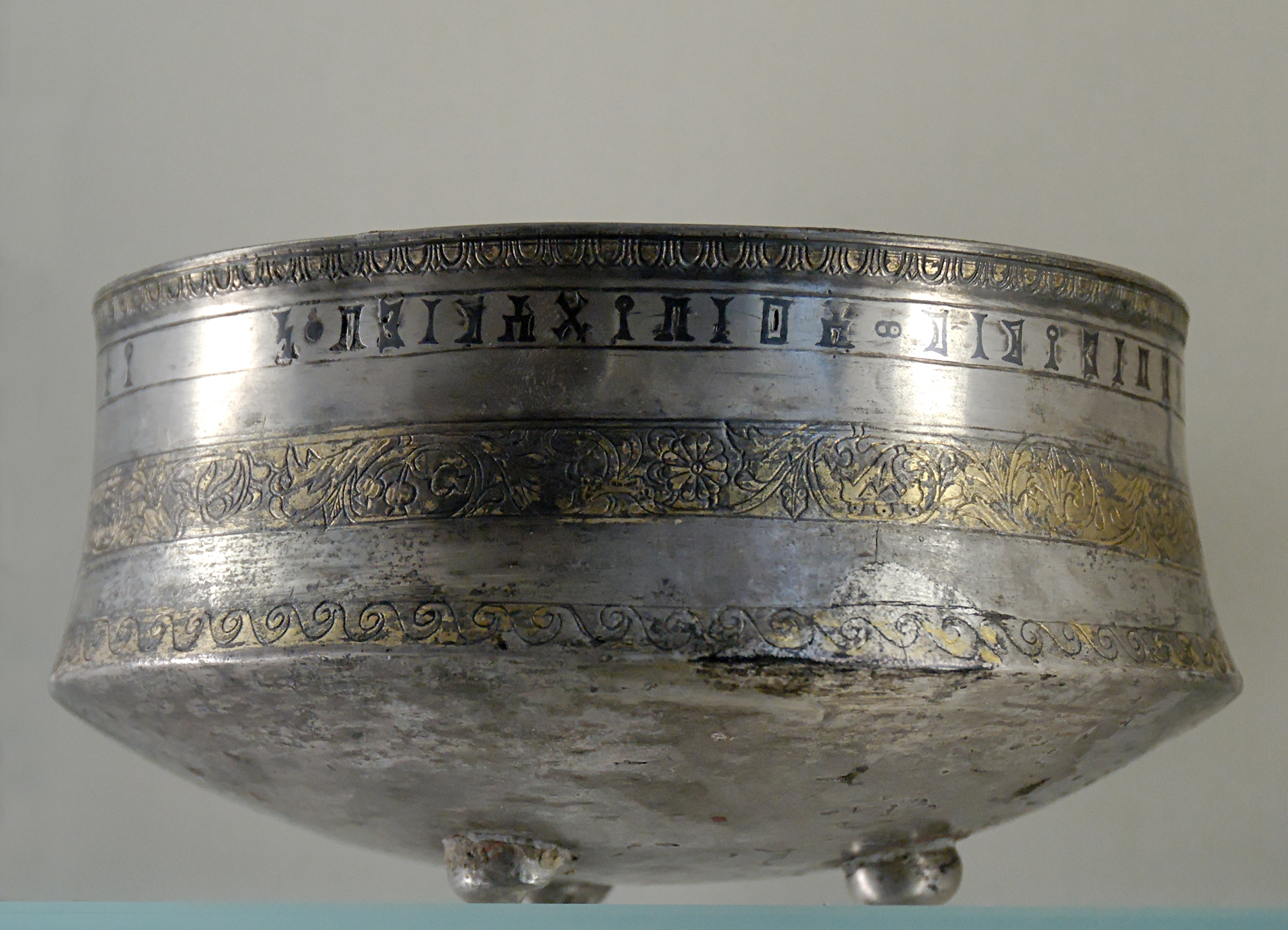
كأس ثلاثي وجدت في قبر 2. 2-3 قرون م